# 欧雅尔格
欧雅尔格（法語：Aujargues，法語發音：[oʒaʁɡ]）是法国加尔省的一个市镇，位于该省西南部，属于尼姆区。

## 地理
欧雅尔格（43°47'23"N, 4°7'23"E）面积6.85 平方千米，位于法国奧克西塔尼大區加尔省，该省份为法国南部沿海省份，南端濒地中海，北起顺时针与阿尔代什省、沃克吕兹省、罗讷河口省、埃罗省、阿韦龙省和洛泽尔省接壤。
与欧雅尔格接壤的市镇（或旧市镇、城区）包括：卡尔维松、孔热尼、苏维尼亚尔格、维勒维埃耶。

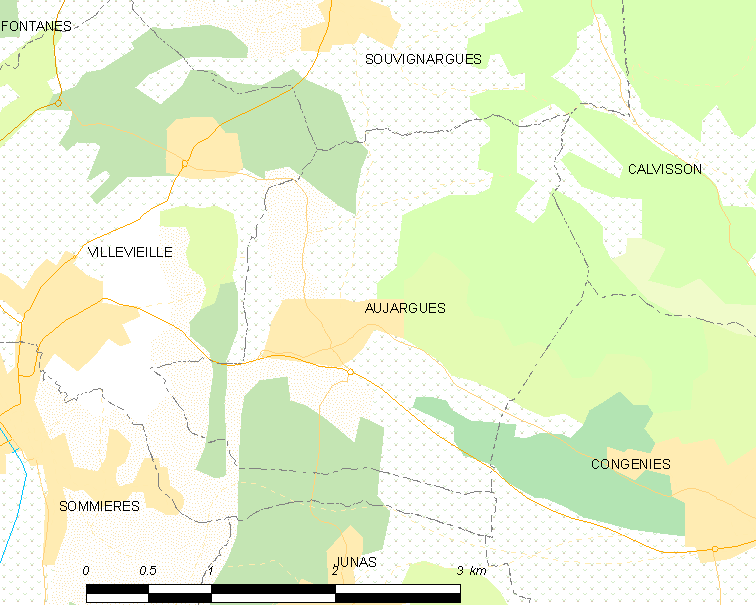
欧雅尔格的OSM定位图

欧雅尔格的时区为UTC+01:00、UTC+02:00（夏令时）。

## 行政
欧雅尔格的邮政编码为30250，INSEE市镇编码为30023。

## 政治
欧雅尔格所属的省级选区为卡尔维松县。

## 人口

1962-2008年间欧雅尔格人口变化图示

欧雅尔格于2022年1月1日时的人口数量为769人。